# サバト鍋-Nitro Amusement Disc-
『サバト鍋-Nitro Amusement Disc-』（サバトなべ ニトロアミューズメントディスク）は、ニトロプラスが2006年2月3日に発売したアダルトゲーム。3本のミニゲームが収録されており、「ニトロプラス初のアミューズメントディスク」と銘打たれている。

## 収録内容

### 竜†恋（Dra+KoI）
ドラゴンが実在する現代日本を舞台に、主人公である少年とヒロインとの破天荒恋愛劇をコメディタッチで描いたアッパー系青春ドラゴンものAVG。
登場人物
主人公"僕"
少々やさぐれているが、ごく普通の少年。
ヒロイン
主人公が出会った不思議な少女。ズレた常識の持ち主で、主人公を幾度も振り回す。
ドラゴン
街を襲撃する怪獣。生態など詳しい事は一切判明していない。

### 戒厳聖都
2005年に発売された『刃鳴散らす』内に収録されている『戒厳の野望』の続編的内容を描くRPG風ミニゲーム。
登場人物
石馬戒厳（いしま かいげん）
かつてクーデターにより独裁政権を築き、西洋文化を排した伝統的な国家精神保護を進めていた元軍人の政治家。
政権崩壊後に死亡したとされていたが、突如死せる戦士「不死」の軍勢を率いて閉鎖都市・東京府に戦乱を巻き起こした。
瀧川商事、矛止の会などの武装組織の頑強な抵抗に遭うものの、最終的にこれらを駆逐。自らの勝利を宣言した直後、都心に核を投下し、全国民を殺戮した上で「護国の不死」として復活させ、自身の野望であった永遠の祖国の完成を成し遂げる。
その後は国家の象徴として大帝をも蘇らせ、自身はその下で総督の地位に就任し、東京不死帝国を統治する事となる。
倉田畢竟（くらた ひっきょう）
戒厳に仕える武人で、身長2mを超える巨大な甲冑武者。
死霊騎士（デュラハン）
鎮守四大将の一角を担う女性で、切断された自分の首を抱える不気味な姿をしており、コシュタ・パワーという名称で呼ばれる戦車を駆る。
正体は武田赤音に彼の姉「笙」という偽りの存在を与えられた伊烏義阿の想い人・鹿野三十鈴。
渡四郎兵衛（わたり しろべえ）
東京動乱中は、戒厳軍に抵抗した勢力の一つ・「東京府庁」に属していた糸目の男。敗死してしまったが、その後は「不死」として蘇生。
戒厳の配下となった後は次第に頭角を現し、鎮守大将の地位に就く事となる。
武田赤音（たけだ あかね）
東京動乱中は瀧川商事に属して戦っていた剣客。瀧川商事敗亡後は行方不明となっており、死亡したと思われる。
伊烏義阿（いがらす よしあ）
動乱中、過激派武装組織「矛止の会」に所属していた会士。会の崩壊と前後して消息不明となっている。

### ニトロウォーズ
総勢40人ものニトロキャラクター（新旧キャラ含む）が登場する、パロディミニSTG。

### おまけ
既存ソフト未収録の蔵出しイラストを収録した「丸秘ギャラリー」と、ニトロプラス原画及びグラフィッカー陣の描き下ろしイラストを収録した「ニトロプラス壁紙集」を収録している。

## スタッフ
竜†恋 (Dra+KoI)
シナリオ - 鋼屋ジン
原画 - 津路参汰
戒厳聖都
シナリオ - 奈良原一鉄
原画 - 大崎シンヤ

## 客演作品
ニトロ+ロワイヤル -ヒロインズデュエル-
『竜†恋（Dra+KoI）』のヒロイン（「ドラゴン」名義）がプレイアブルキャラクターとして登場。声は一色ヒカル。ドラマCD『ぎんいろアクマときんいろオバケ』に同梱されている『「ドラゴン」追加アペンドディスク』で使用可能になる。
ニトロプラス ブラスターズ -ヒロインズ インフィニット デュエル-
ドラゴンがパートナーキャラクターとして登場。声は前作から引き続き一色ヒカルが担当。